# El juramento (zarzuela)
El juramento es una zarzuela en tres actos con música de Joaquín Gaztambide y libreto de Luis de Olona, basado en una ópera cómica francesa titulada La Rose de Peronne. Fue estrenada el 20 de diciembre de 1858 en el Teatro de la Zarzuela de Madrid. Tanto la crítica de la época como la actual coinciden en la importancia de esta obra, considerada como uno de los mayores éxitos de la zarzuela grande del siglo XIX.

## Comentario
Gaztambide compuso esta obra cuando estaba en el culmen de su carrera musical. Es notable la fuerte influencia francesa, originaria principalmente de París, sin duda la capital cultural por aquella época. Esta fue visitada en varias ocasiones por el compositor tudelano, muy atraído por el ambiente musical y teatral parisino. Para la creación de esta obra contó con la colaboración dramática de Olona, con quien ya había trabajado antes. Cabe destacar las acusaciones de plagio que el libretista sufrió, llegando incluso a negársele la originalidad de dicha zarzuela. Él mismo se defendió diciendo que leyendo una ópera cómica francesa, titulada La Rose de Peronne, se me ocurrió tomar de ella el personaje del Marqués y hacer una zarzuela nueva. Dicho personaje lo he caracterizado además de diferente modo, y todas las situaciones de mi zarzuela son inventadas por mí y, por tanto, completamente distintas de las que hay en la ópera cómica francesa.
Olona dota la obra de un fuerte interés dramático, dejando entrever sutilmente el secreto del Marqués, así como justifica el cambio de sentimientos de María. Aparte del toque sentimental, tan del gusto burgués decimonónico, no olvidemos que estamos en ópera cómica, por lo que no faltan elementos que dotan a esta zarzuela de un carácter más alegre, como el jocoso talante de la Baronesa o el dúo de borrachos.
Respecto a la estructura musical, el modelo seguido responde al de zarzuela grande en 3 actos, y compuesto por 13 números musicales. Podemos encontrar en su obra tanto números propiamente europeos (la cavatina) como aquellos pertenecientes al lenguaje hispánico (la tirana). El primer acto está formado por cuatro números, de entre los que sobresale la romanza del Marqués, donde se crea una peculiar atmósfera entre ese carácter lírico y las mundanas lamentaciones de Peralta. El segundo acto, se compone de cinco números, cobrando gran fama, sobre todo en la época, el dúo del piano. Aquí Gaztambide utiliza la música como un elemento capaz de seducir por sí mismo, empleando como mediador el personaje del Marqués, quien confiesa sus sentimientos a María. Por último, el tercer acto, que al igual que el primero se compone de cuatro números, pero es considerablemente más corto que su semejante. Este número pretende, a través del eco y la onomatopeya, describir las peculiaridades del campamento, el toque de tambores, el fuego de descargas, etc. Además, según indicaciones del propio compositor, todo esto ha de ser piano y como efecto de un sueño o de la fantasía.
Es característica de esta obra una densidad armónica mayor que sus contemporáneos, al igual que un dominio instrumental más complejo. También hay presente cierta predisposición a iniciar un número en un área tonal y continuarlo en la tonalidad homónima mayor, en la del sexto grado, o en la situada una quinta inferior.
A pesar de la existencia de una fuerte vinculación entre texto y música, es notable la tendencia a la subordinación de esta última si la situación así lo requiere. Aunque todas las voces están dotadas de matices que las definen, el protagonista musical de esta zarzuela es el barítono. Así, encontramos voces con una tesitura amplia, y capaces de realizar interesantes coloraturas, como es el caso de la Baronesa, el Marqués o don Carlos. También encontramos características no tan líricas, pero de gran belleza y expresividad, cualidades que corren a cargo del personaje de María. Respecto al Conde, podemos decir que se trata del típico bajo de zarzuela de carácter cómico. Incluso los personajes secundarios deben reunir las aptitudes vocales y facilidades interpretativas necesarias para hacer frente a las diversas situaciones, como la escena de los borrachos. En cuanto al coro, éste es utilizado como elemento de apertura y cierre de actos, pues su función tiene como base un interés musical, y no dramático. Cabe destacar el elemento de la murmuración, otra característica propia de la ópera cómica francesa, pero adaptada a la zarzuela.

## Personajes
| Personaje                                      | Tesitura     | Elenco del estreno, 20 de diciembre de 1858 |
| ---------------------------------------------- | ------------ | ------------------------------------------- |
| María                                          | soprano      | Josefa Mora                                 |
| La Baronesa                                    | soprano      | Luisa Santamaría                            |
| El Marqués de San Esteban                      | barítono     | Tirso de Obregón                            |
| Don Carlos                                     | barítono     | Ramón Cubero                                |
| El Conde                                       | bajo         | Francisco Calvet                            |
| El Cabo Peralta                                | barítono     | Francisco Salas                             |
| Sebastián                                      | tenor cómico | Vicente Caltañazor                          |
| Coro: oficiales, soldados, aldeanos y aldeanas |              |                                             |

## Argumento
La acción se desarrolla en 1710, sin haber finalizado todavía la Guerra de Sucesión Española entre Felipe V y los austriacos.

### Acto I
Nos hallamos en la quinta del Conde del Arenal, anciano y ferviente de defensor de Felipe V, donde vive en compañía de la hija de su difunto mayordomo, una joven a la cual educó como a su propia hija. Cuando la acción empieza el Conde está en compañía de su sobrino, Don Carlos, oficial del ejército, que había venido a curarse de una herida recibida en el campo de batalla. Carlos y María se habían enamorado, pero se ven obligados a ocultar dichas pasiones debido a las diferencias sociales. El mismo día en el que se abre la escena Carlos recibe la orden de incorporarse a su regimiento. Antes de marcharse llega a la quinta la Baronesa de Agua-fría, quien pedía alojamiento mientras arreglaban su carruaje. Esta y el Conde, aconsejados por un procurador, deciden casarse, zanjando así un pleito que separaba a ambas familias desde hace tiempo. El Conde estaba dispuesto, pero la Baronesa se arrepiente al ver a su anciano pretendiente. 
Antes de partir Carlos expresa su amor por María y el deseo de hacerla esposa, pero el Conde se opone enérgicamente, ya que quiere para su sobrino una dama rica y noble, y decide prometer a María con su criado Sebastián. Carlos finge aceptar la propuesta de su tío, y María queda ofendida e indignada ante la aparente pasividad de su amante.
De repente aparece en escena el Marqués de San Esteban (capitán de ejército) con el cabo Peralta (su asistente), quienes aceptan el hospedaje que María les propone. Allí, el Marqués se encuentra con Carlos, su íntimo amigo, que le cuenta sus desgracias. Ante ello el Marqués promete ayudarle, aunque no le dice cómo, obligándole a marcharse de la quinta. También ofrece ayuda a María, quien le había pedido que estorbe su boda con el criado Sebastián. Para ello el Marqués pide para sí la mano de María al Conde, sintiéndose esta traicionada ante la inesperada postura del Marqués.

### Acto II
La acción se desarrolla en la quinta.
Pasado ya un mes después de la boda María y el Marqués se comportan como si fueran solteros, alojándose en habitaciones separadas. Por otro lado, el Conde estaba muy molesto debido a los halagos que el Marqués rendía a la Baronesa, quien no había podido abandonar la quinta debido al cerco de los austriacos. Aparece en escena don Carlos quien se entera del matrimonio entre el Marqués y María, sintiéndose así traicionado hasta el punto de querer matar al que consideraba su amigo. Ante ello el Marqués le explica sus motivos: anteriormente se había batido en un duelo prohibido en el que dio muerte a su adversario, y para evitar la deshonra de una condena a muerte juró dejarse matar por los austriacos en el campo de batalla antes de cuarenta días. Como el plazo estaba llegando a su fin decide casarse con María para que esta herede su fortuna y posición, pudiendo casarse entonces con don Carlos. Éste, conmovido ante tanta generosidad, acepta marcharse no sin antes dejar una nota a María donde le indica su próximo retorno. Por otra parte, María había citado a su marido para reñirle por los galanteos que destina a la Baronesa. Cuando María y Carlos se reencuentran, aquella le confiesa que ella ama a su marido, el Marqués, quien había escuchado toda la conversación. Éste, que también se había enamorado de María, precipita su marcha al campamento. Don Carlos, se confía a la Baronesa pero esta le hace entrar en razón, y le convence de que debe aceptar la voluntad de María e impedir la muerte del Marqués. María, al ver que su esposo se ha marchado sin decir nada corre en su búsqueda acompañada por el criado del Conde.

### Acto III
La acción tiene lugar en el campamento. 
Carlos intenta convencer al Marqués de que no vaya al combate. Por otro lado, Sebastián, quien ha intentado sonsacar a Peralta, sólo ha conseguido emborracharse con él. Aparece María, que declara su amor por el Marqués, pero el toque de diana anunciaba ya el amanecer, obligándole a partir hacia la batalla. Repentinamente llega don Carlos con el perdón del Rey, conseguido gracias a la Baronesa, liberando al Marqués de su juramento.

## Números musicales

### Acto I
- - N.º 1 Preludio e introducción ¡Ellos son!, ¡ellos son! (María y coro de aldeanos, con el Conde y Sebastián)
  - N.º 2 Coro y cavatina ¡Torpe! Señora, ¡sosegaos! (Baronesa)
  - N.º 3 Romanza de María, romanza del Marqués con Peralta y terceto de María, el Marqués y Peralta, ¡Ah! Yo me vi en el mundo
  - N.º 4 Final del acto I Su rara hermosura (María, la Baronesa, el Marqués, el Conde, Peralta, Sebastián y aldeanos)

### Acto II
- - N.º 5 Introducción y coro del chu, chu, chu, Vedle qué pensativo.
  - N.º 6 Escena y cavatina ¡Ja!, ¡ja!, ¡ja! ¡Oh, qué Marqués! (Baronesa)
  - N.º 7 Romanza Gracias, fortuna mía (Don Carlos)
  - N.º 8 Dúo del piano Es el desdén acero (María y el Marqués)
  - N.º 9 Final del acto II, dúo ¿Qué os sucede? (María y Sebastián)

### Acto III
- - N.º 10 Introducción y coro de la diana Soldados de la ronda
  - N.º 11 Brindis y dúo con coro ¡Brindis! ¡A la fortuna! (Sebastián y Peralta)
  - N.º 12 Dúo Guarde Dios al gentil marido (María y el Marqués)
  - N.º 13 Final ¡Ah! Risueña brilló la aurora (el Marqués con todos)

## Orquestación
Flautín, flauta, 2 oboes, 2 clarinetes, 2 fagotes, 2 trompas, 2 cornetines, 3 trombones, timbales, triángulo, bombo, cuerda y banda (dentro).

## Estreno y difusión
En cuanto a Olona, la crítica asegura que una fábula bien imaginada y mejor conducida, situaciones de efecto, y gracias de esas que hacen asomar la risa a los labios, y no los colores al rostro, son motivos suficientes para que la Zarzuela El Juramento pueda figurar entre las más notables […]. Sin embargo, no solo hubo elogios. Se criticó, por ejemplo, la poca novedad de algunas escenas.
Respecto a la música de Gaztambide, aseguran que se trata de lo mejor que ha brotado de su pluma. Riqueza de instrumentación, piezas concertantes de mérito, preciosos coros, y un lindísimo dúo que el público hace repetir todas las noches […]. 
Incluso el reparto fue muy elogiado: hasta la ejecución ha sido sobresaliente en esta obra. Haciendo mención especial de la Mora (María) y Obregón (el Marqués), que desempeñando los principales, supieron colocarse a una gran altura.
El juramento fue uno de los mayores éxitos de Gaztambide, incorporándose al repertorio de la mayoría de las compañías de zarzuela, tanto en España como en Hispanoamérica. Muchos barítonos del siglo XX la mantuvieron entre sus preferidas, como Luis Sagi Barba o Marcos Redondo.
En 2000 el Teatro de la Zarzuela recuperó esta zarzuela, en una producción de Emilio Sagi con vestuario de Jesús del Pozo. Para ello se tomó como base la edición crítica de la partitura realizada por Ramón Sobrino, para el Instituto Complutense de Ciencias Musicales. Se repuso con gran éxito en 2012, con diferente elenco.